# Dumhetens domstol
Dumhetens domstol är en digital singel av den svenske artisten Kjell Höglund som släpptes 30 november 2017.
Utgivningen väckte uppmärksamhet genom att den släpptes mer än tio år efter Höglunds sista musikalbum, Pandoras ask (2006), och många år efter att Höglund omkring 2008 lämnade scenen bland annat på grund av hälsoskäl.
Låten är en inläsning av en tidigare outgiven text från 1982, men texten tycks ha behållit sin aktualitet, och beskrivs som "hans mest politiska någonsin". I texten myntar Höglund begreppet "Dumhetens domstol" syftande på någon sorts övre makt dit alla oliktänkande och normavvikande hänvisas.
Uttrycket "Dumhetens domstol" återkommer i ett av Höglunds blogginlägg från 2004, där han ger sina reflektioner över det då pågående Irakkriget och mänsklighetens oförmåga att satsa resurser på mer angelägna problem.
Genren kan närmast beskrivas som spoken word, där Höglund läser upp texten, varefter ambientmusik, bakgrundsljud och andra effekter sedan har lagts på.
Utgivningen av "Dumhetens domstol" har nått en ny generation lyssnare, och ökat intresset för Höglunds musik vilket bland annat resulterat i två album utgivna 2018 med nytolkningar av texter av Höglund gjorda av Ellinor Brolin respektive Ellen Sundberg.

## Låtlista
Text: Kjell Höglund. Musik: Janne Hansson.
1. "Dumhetens domstol" (4:26)